# II. Ferenc József liechtensteini herceg
II. Ferenc József (Franz Josef Maria Aloys Alfred Karl Johannes Heinrich Michael Georg Ignatius Benediktus Gerhardus Majella von und zu Liechtenstein; Deutschlandsberg, 1906. augusztus 16. – Grabs, 1989. november 13.) Liechtenstein fejedelme 1938 és 1989 között.

## Élete

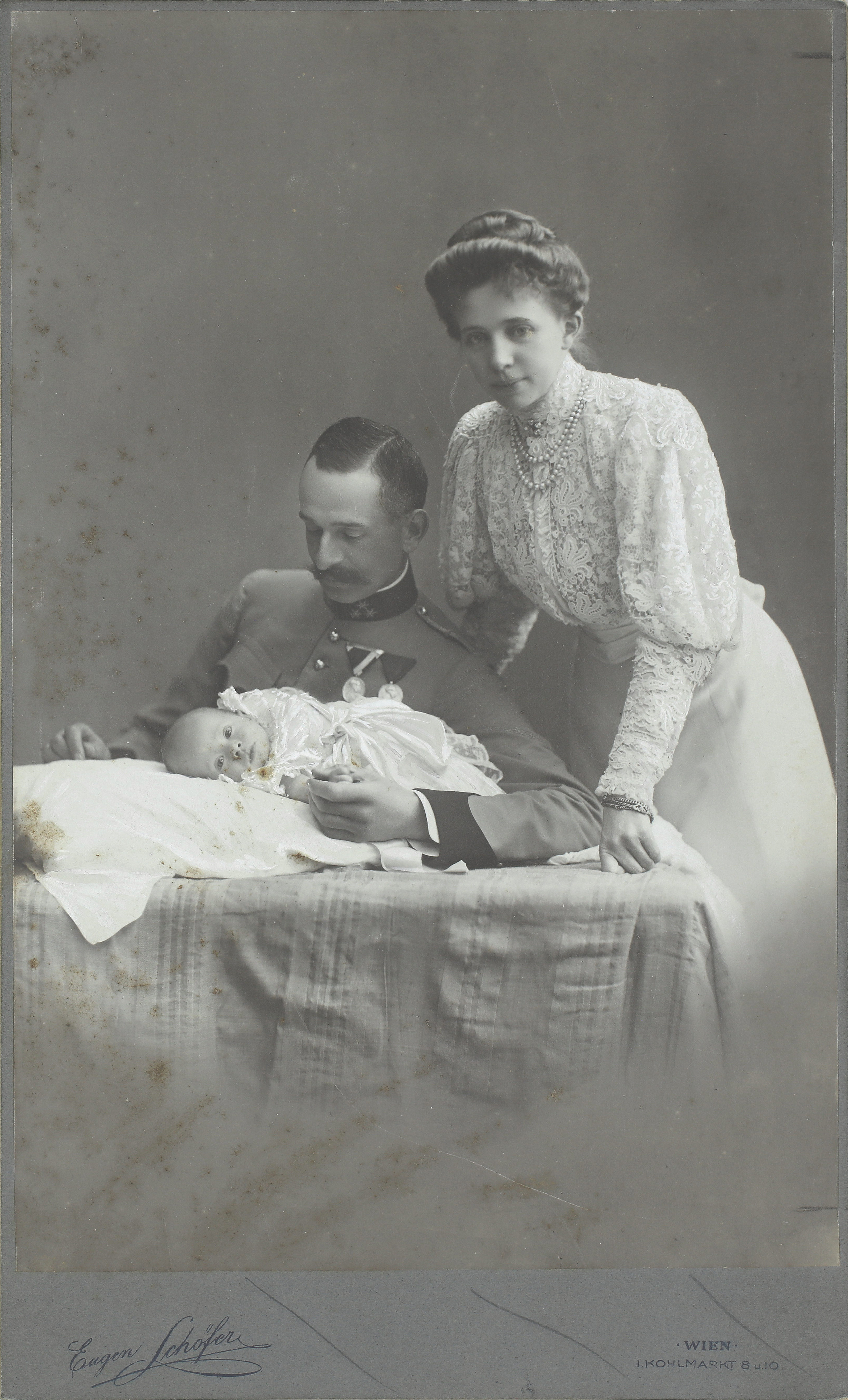
II. Ferenc József és szülei

Ferenc József 1906. augusztus 16-án született a Deutschlandsberg városában lévő frauenthali kastélyban, Aloys von und zu Liechtenstein (az akkori uralkodó liechtensteni herceg, II. János unokaöccse) és Habsburg Erzsébet Amália főhercegnő első fiaként. Keresztapja I. Ferenc József osztrák császár és magyar király volt. Gyerekkorát a család különböző ausztriai és morvaországi kastélyaiban töltötte (például 1911–1914 között Groß Ullersdorfban) és a természet közelsége meghatározta későbbi tanulmányainak irányát. 1925-ben érettségizett a bécsi Schottengymnasiumban, majd a Bécsi Mezőgazdasági Főiskolán erdőgazdálkodást tanult és a család – akkor már Csehszlovákiához tartozó – sziléziai birtokait igazgatta. 1923-ban apja lemondott az ő javára a hercegség öröklési sorrendjében betöltött helyéről (akkor az idős II. János uralkodott, utána öccse, I. Ferenc következett, de mivel mindketten gyermektelenek voltak, Aloys volt a következő trónörökös). Ferenc József 1927-ben segédkezett a Rajna árvízveszélyének elhárításában, 1930-ban pedig I. Ferenc helyettesének nevezte ki.
1938. március 30-án I. Ferenc rossz egészségi állapota miatt régensi hatalmat adott neki. Néhány hónappal később, július 25-én az uralkodó herceg meghalt és II. Ferenc József örökölte a Liechtensteni Hercegséget és az ausztriai (akkor német megszállás alatt lévő), a morvaországi és a sziléziai birtokokat. Röviddel azután, hogy a hercegi székhelyet áthelyezte Morvaországból Liechtensteinbe (ő volt az első uralkodó herceg aki így tett), 1938 őszén a Német Birodalom bevonult Csehszlovákia Szudétavidékére.

### A második világháború
1939-ben a liechtensteini náci párt (Volksdeutsche Bewegung in Liechtenstein, Liechtensteini Német Mozgalom) horogkeresztek égetésével megpróbálta kiprovokálni, hogy Németország vonuljon be a hercegségbe, de vezetőit letartóztatták. Az áprilisi választáson a két nagy párt (Progresszív Polgári Párt és Hazafias Szövetség) a szabályok megváltoztatásával megakadályozta a náci párt indulását. A második világháború kitörése után népszerűségük minimálisra csökkent. A háborúban Liechtenstein Svájchoz hasonlóan semlegesnek nyilvánította magát. A kis ország mintegy 400 menekültet fogadott be. 2005-ben nyilvánosságra került, hogy II. Ferenc József ausztriai birtokain a közeli strasshofi koncentrációs tábor zsidó foglyai dolgoztak. 1945 februárjában a család bécsi palotája súlyosan megrongálódott egy bombázás során. Májusban Liechtenstein befogadta a Wehrmachtban harcoló I. Orosz Nemzeti Hadsereg ötszáz katonáját és (egyetlen európai országként) megtagadta a Szovjetunió kiadatási követelését. Az oroszok végül Argentínában találtak menedéket. 400 zsidó menekült közül csak a gazdagabb 233-nak adott menekültjogot, a többit visszafordították.

### A háború után

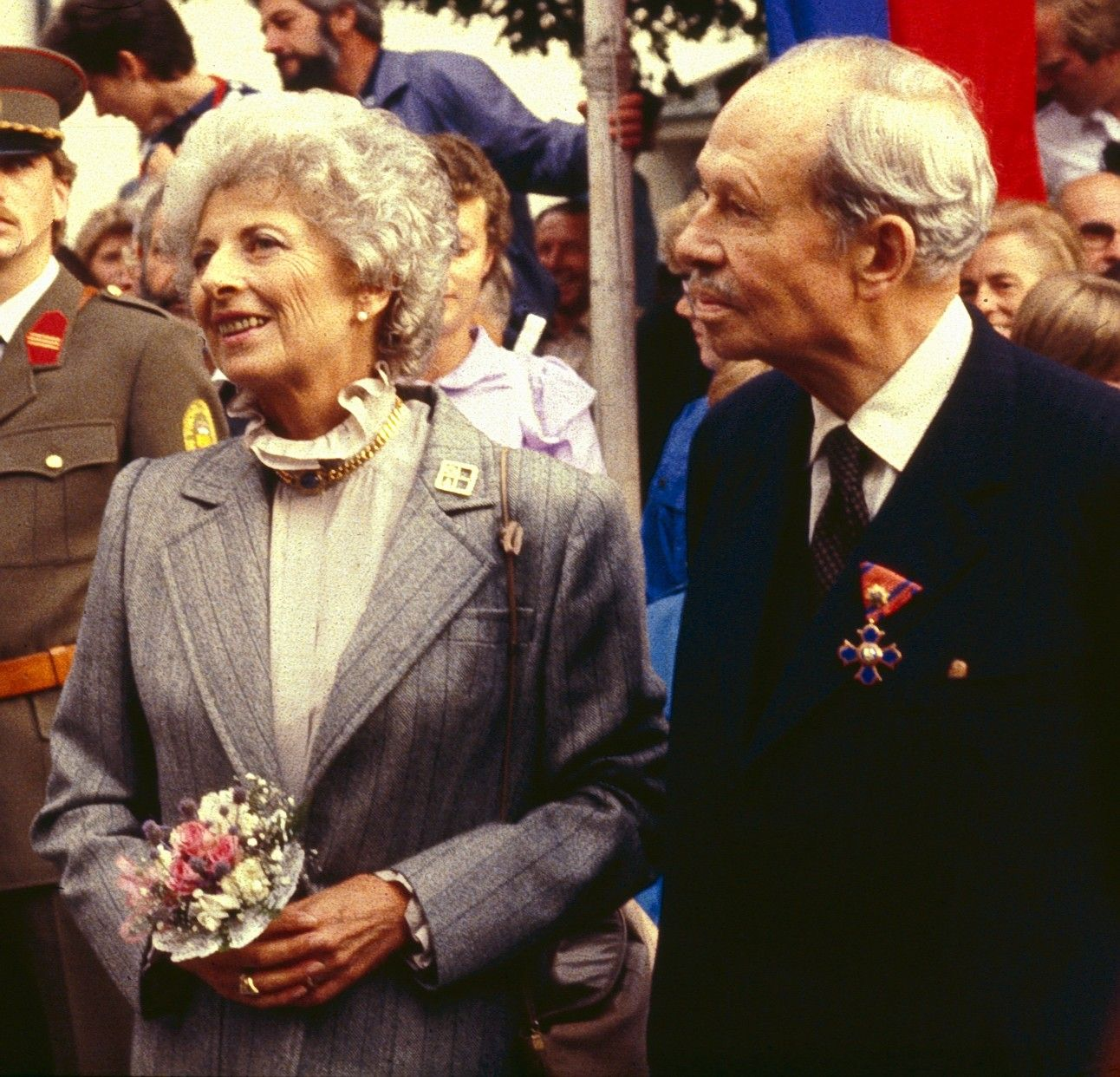
II. Ferenc József és felesége, Georgina von Wilczek 1988-ban

A háború után Csehszlovákia és Lengyelország arra való hivatkozással, hogy német tulajdon, elkobozta a Liechtenstein-család morvaországi és sziléziai földjeit, mintegy 1600 km²-t.
A hercegség évekig gazdasági nehézségekkel küzdött, de aztán a szomszédos Svájcéhoz hasonló bankrendszert vezettek be, szigorú banktitokkal és Európa második legalacsonyabb iparűzési adóját vetették ki. Ezeknek az intézkedéseknek hála, Liechtenstein pénzügyi központtá vált és számos külföldi vállalkozás itt jegyezte be magát (ma a 37 ezer lakosra 73 ezer vállalkozás jut). A hercegség hamarosan a világ egyik legmagasabb egy főre jutó GDP-jét kezdte produkálni.
1984-ben a hatalom nagy részét átadta fiának, II. János Ádámnak. Ugyanebben az évben Liechtensteinben (Európában utolsóként) a nők szavazati jogot kaptak.
II. Ferenc József 1989. november 13-án hunyt el a svájci Grabsban, a liechtensteini határ közelében, 26 nappal felesége halála után.

## Családja
II. Ferenc József 1943-ban feleségül vette Georgina von Wilczek grófnőt (1921–1989). Öt gyermekük született:
- Johannes Adam Ferdinand Alois Josef Maria Marco d'Aviano Pius (1945–), II. János Ádám néven Liechtenstein hercege
- Philipp Erasmus Alois Ferdinand Maria Sebaldus (1946–)
- Nikolaus Ferdinand Maria Josef Raphael (1947–)
- Norberta Elisabeth Maria Assunta Josefine Georgine (1950–)
- Franz Joseph Wenzel Georg Maria (1962–1991)

## Kitüntetései
- A Liechtensteini Hercegi Érdemrend nagykeresztje
- Aranygyapjas rend
- Az Osztrák Köztársasági Érdemrend nagykeresztje
- A Megváltórend nagykeresztje (Görögország)
- A Szent Sír-rend nagykeresztje
- Az Iráni Birodalmi Állam alapításának 2500. évfordulója emlékérme

## Fordítás
- Ez a szócikk részben vagy egészben  a   Franz Josef II. című német Wikipédia-szócikk ezen változatának fordításán alapul.  Az eredeti cikk szerkesztőit annak laptörténete sorolja fel. Ez a jelzés csupán a megfogalmazás eredetét és a szerzői jogokat jelzi, nem szolgál a cikkben szereplő információk forrásmegjelöléseként.